# Jan Frans van Dael

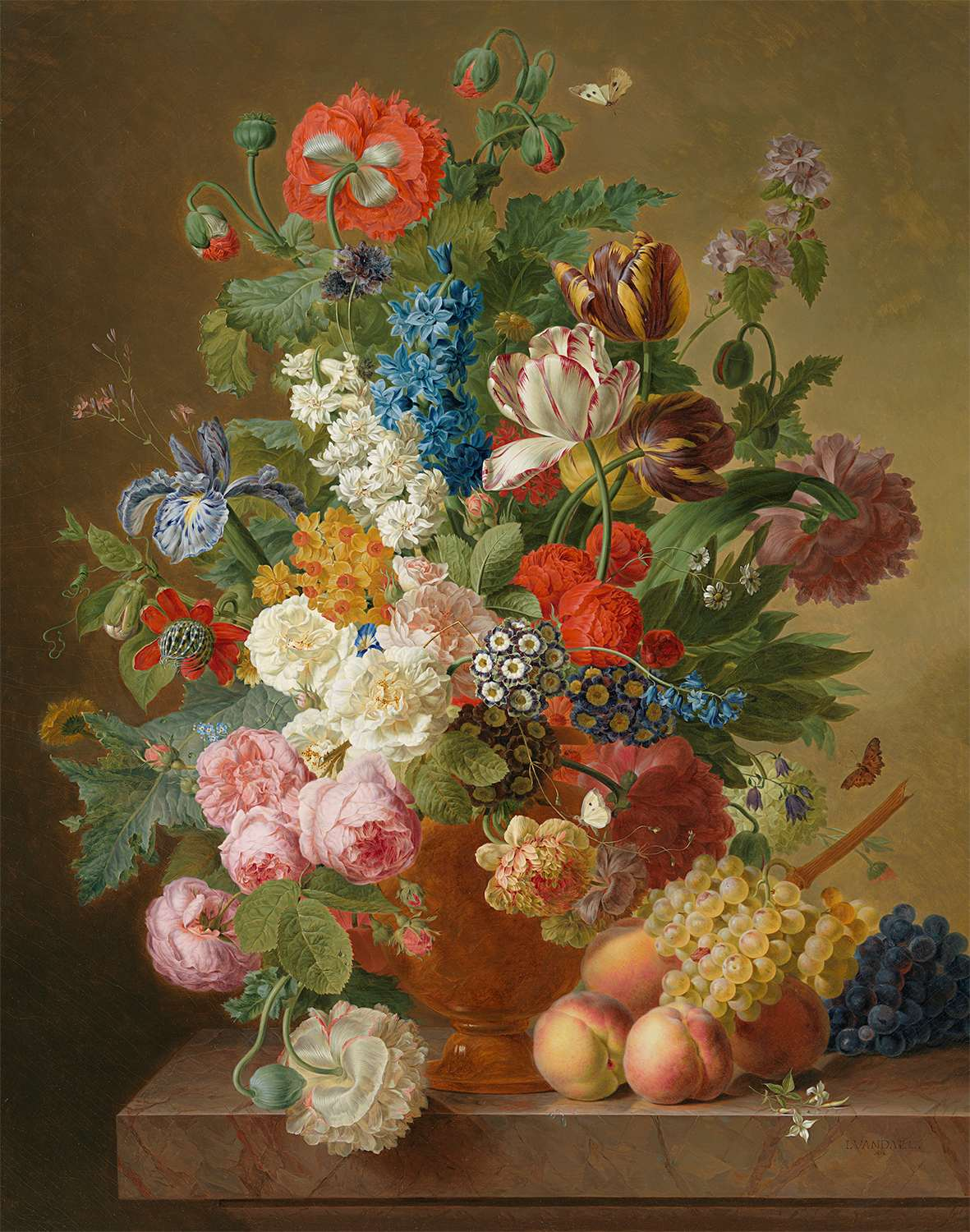
Bodegón de flores en un jarrón de alabastro con fruta en una repisa de piedra

Jan Frans van Dael o Jean-François van Dael (27 de mayo de 1764 – 20 de marzo de 1840) fue un pintor y litógrafo flamenco especializado en bodegones de flores y frutas. Tuvo una carrera de éxito en París, donde entre sus patrocinadores estuvieron las Emperatrices del Imperio de Francia, así como los reyes de la Restauración de Francia.
Jan Frans van Dael nació en Amberes como hijo de un carpintero. Estudió dibujo arquitectónico en la Academia de Amberes. Ganó los primeros premios de arquitectura de la Academia en 1784 y 1785.

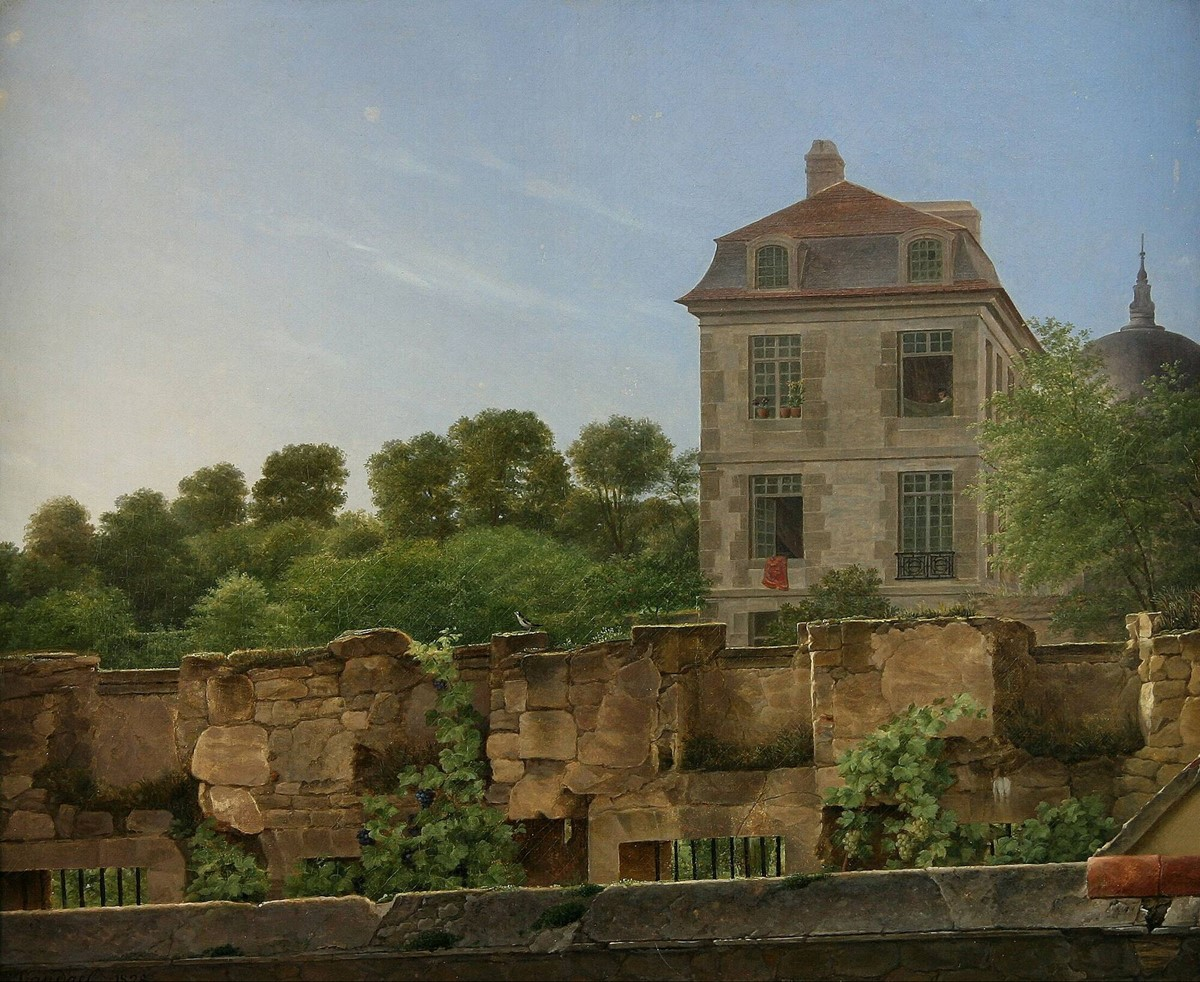
La casa del artista

Viajó a París en 1786, donde residió en el alojamiento de los artistas en el Louvre, cerca de los artistas Piat Joseph Sauvage, Gerard van Spaendonck y Pierre-Joseph Redouté. Desde 1806 hasta 1813 trabajó como artista protegido por el estado en un estudio en la Sorbona.
En un principio trabajó como decorador en proyectos en los castillos de St. Cloud, Bellevue y Chantilly. Fue autodidacta en pintura. Bajo la influencia de van Spaendonck, recurrió a la pintura de flores. 
Presentó regularmente trabajos al Salón de París entre 1793 y 1833, así como a Salones en los Países Bajos. Prueba de su éxito son los numerosos encargos que obtuvo de las emperatrices Josephine (que poseía cinco de sus obras) y Marie-Louise Bonaparte, así como de los reyes de la Restauración Luis XVIII y Carlos X. Van Dael fue miembro de las Academias de Amberes y Ámsterdam.

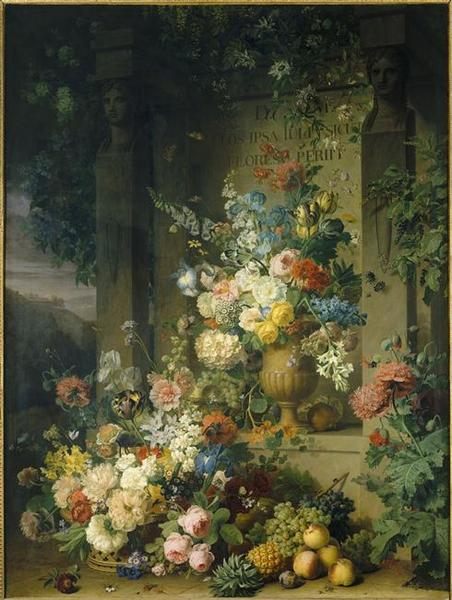
La tumba de Julie

Coleccionó las obras de artistas florales, tanto de sus contemporáneos como de los grandes pintores de bodegones holandeses del siglo XVII Jan Davidsz. de Heem, Abraham Mignon, Rachel Ruysch y Jan van Huysum .
Sus alumnos fueron Jean Benner-Fries, Elise Bruyère, Laurent Coste, la vizcondesa  Iphigénie Decaux-Milet-Moreau, Henriëtte Geertruida Knip, Elisa-Emilie Le Mire, Auguste Piquet de Brienne, Christiaan van Pol, Adèle Riché y Jean Ulrich Tournier .
Pasó toda su carrera activa en Francia. Murió en París en 1840 y fue enterrado en el cementerio de Père Lachaise al lado de su amigo van Spaendonck.

## Obra
Van Dael pintó principalmente bodegones de flores y frutas. Algunas de estas composiciones incluyen un paisaje de fondo. Van Dael también pintó una composición paisajística. Van Dael firmado como 'Vandael' y con monograma como: IVD, VD y VD unidos.

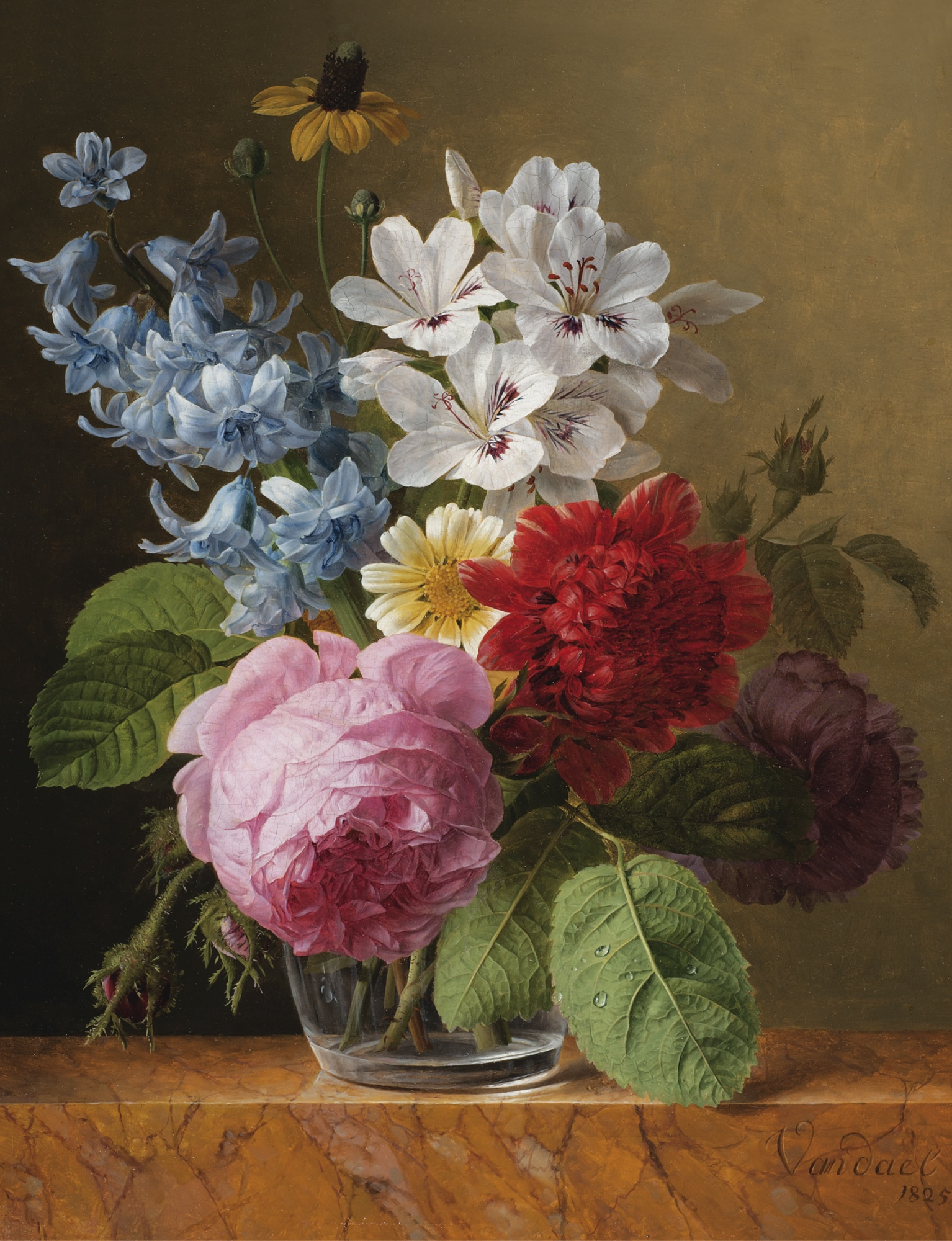
Ramo de flores en un vaso

El trabajo de Van Dael se basa en la tradición flamenca y holandesa de la pintura de flores ejemplificada por Roelandt Savery con su composición sobria y atención al detalle. También dio a muchos de sus arreglos florales una monumentalidad decorativa de inspiración francesa.
Van Dael compuso sus cuadros de flores con varias especies, de las que se cree que había estudiado su vida. Las flores de Van Dael se basan en un estudio botánico y, según un botánico contemporáneo, van Hulthem, cultivó flores en su jardín para que le sirvieran de modelo. Van Dael aplicó una capa suave de yeso a sus lienzos, lo que le permitió recrear la calidad de joya de los paneles del siglo XVII. Partió de bodegones del siglo XVII usando una paleta más clara de rosas, azules y amarillos.  
Algunas de sus obras de naturaleza muerta se utilizaron para decorar objetos pequeños, como cajas. El Museo Fitzwilliam posee una colección de estas cajas.
Van Dael pintó en 1828 una vista de su casa ( Museo Boijmans Van Beuningen, Róterdam), que es una pequeña obra maestra. Además pintó algunas composiciones religiosas y alegóricas. Una de sus pinturas alegóricas más conocidas es la Tumba de Julie de 1804 ( Castillo de Malmaison). Representa una disposición de flores y frutas ante una tumba y puede verse como una alegoría de la vida y la muerte. Van Dael también realizó algunos paisajes puros y ocasionalmente pintó retratos, a menudo de otros artistas.
También hizo algunas litografías.